# マウントプレザント (サウスカロライナ州)
マウントプレザント（英: Mount Pleasant）は、アメリカ合衆国サウスカロライナ州のチャールストン郡にある町。人口は9万0801人（2020年）で、州第4の都市である。チャールストンの東に隣接している。
アーサー・ラブネル橋の袂に海軍海洋博物館であるパトリオッツ・ポイントがあり、ここには第二次世界大戦時の航空母艦USSヨークタウンが係留されていて、現在は博物館船になっている。2006年に開通したアーサー・ラブネル橋は8車線の高規格道路であり、クーパー川を跨いでマウントプレザントとチャールストンとを結んでいる。

## 歴史
マウントプレザントは元々ソーウィー族インディアンが住んでいたが、1680年7月6日にイングランドからフロレンティア・オサリバン船長の指揮する最初の白人開拓者が到着した。オサリバン船長は2,340エーカー (9.4 km2) の土地を勅許されて来ており、それにはサリバンの名前が冠せられた島だけでなく、マウントプレザントの町となった場所も含まれていた。当時の地図でこの地域は「ノースポイント」と呼ばれていた。
1696年に新しく51人の開拓者が到着した。家族ごとに数百エーカーの土地が割り当てられ、ここはクライストチャーチ・パリッシュと呼ばれるようになった。1706年、カロライナ植民地はスペインやフランスから数回の攻撃を受けたが、「アブコー」と呼ばれる地域でフランス人侵略者を打ち負かした。
「アブコー」と呼ばれる地域はホブコー・プランテーションであり、シェム・クリークとワンド川の間にあった。そこは川の水深が深く、造船業に適した良材が豊富に得られたので、後にシップヤード・プランテーションとも呼ばれるようになった。ホブコー・プランテーションに隣接する土地は時代と共に幾つかの異なる所有者の手に入り、その多くは渡し船を運航した。
1860年9月24日、マウントプレザントで市民集会が開かれ、州内では初の脱退決議が成立した。サウスカロライナ州の脱退会議は同年12月20日にチャールストンで開催された。南北戦争の開戦と共に、ゲーリー砲台と、マウントプレザントとサリバン島の間にある浮き砲台は町の防衛だけでなくサムター要塞攻撃にも重要な役割を果たした。町はエリオット・クリークの国家歴史登録財であるブーン・ホールからコパヒー・サウンドまでの防御線で守られてもいた。アメリカ連合国の潜水艦H・L・ハンリーの乗組員8人の秘密の訓練所がマウントプレザントにあった。この小さな潜水艦が北軍のUSSフーサトニックを攻撃して沈めたのはブリーチ入江から発進してからだった。
南北戦争の結末として、この地域のプランテーションで働いていた奴隷は解放されて自らの仕事を求めるようになった。南北戦争後チャールストン地域で初めて形成されたアフリカ系アメリカ人の地域社会は、現在マウントプレザントに存在するスキャロンビルである。元奴隷で解放された大工になったロバート・スキャンロンがレムリー・プランテーションと呼ばれる614エーカー (2.5 km2) の土地を購入した。そこはワンド川に沿うチャールストン港に面していた。ロバート・スキャンロンはこの地域で広大な土地を購入するために一株10ドルを拠出したチャールストンの貧しいアフリカ系アメリカ人100人によって結成されたチャールストン土地会社の設立者かつ社長だった。チャールストン土地会社は自分の土地を持ちたい解放奴隷にそこを分割して与えた。レムリー・プランテーションは農場区画と町の区画（全体からみれば小さな区画）に分けられ、スキャンロンビルの地域社会を形成した。チャールストン土地会社とスキャンロンビルは、南北戦争後に4つしかないアフリカ系アメリカ人共同事業の1つだった。
スキャンロンビルの西はリバーサイドであり、チャールストン郡にある5つの黒人海岸のうち最大かつ最古のものだった。リバーサイドは公式には1930年にオープンし、ダンス会場、運動場、浴場、遊技場およびワンド川に沿った板張りの遊歩道があった。リバーサイド・パビリオンは、デューク・エリントン、カウント・ベイシー、ルイ・アームストロング、B.B.キングおよびアイボリー・ジョー・ハンターのような伝説的音楽家をチャールストンの黒人が見ることの出来る唯一の会場だった。このパビリオンでの音楽公演からスキャンロンビルに「ジューク・ジョイント（安酒場）」すなわちナイトクラブが生まれ、最後はジェームス・ブラウンが定宿にしたことで知られたホワイツ・パラダイスと呼ばれるホテルができた。リバーサイドの当初の所有者が1975年に死に、その資産の運営はチャールストン郡に引き継がれ、郡からそこを購入した会社が開発して門のある地域社会に変えた。
1989年9月23日、マウントプレザントはカテゴリー4のハリケーン・ユーゴーに襲われた。町は最悪の事態は避けられた（カテゴリー4の状態は町のさらに北方で生じた）が、それでも町やそれを守る2つの島も大きな打撃を受けた。この嵐を生き延びた子供達はケーブルテレビのニコロデオンの番組ニックニューズの初期エピソードで、ハリケーン・アンドリューに遭遇した子供達と共に登場した。皮肉なことにマウントプレザントは嵐の翌年から人口の急成長が起こり、1990年の人口約23,000人から2000年にはほぼ47,000人になった。

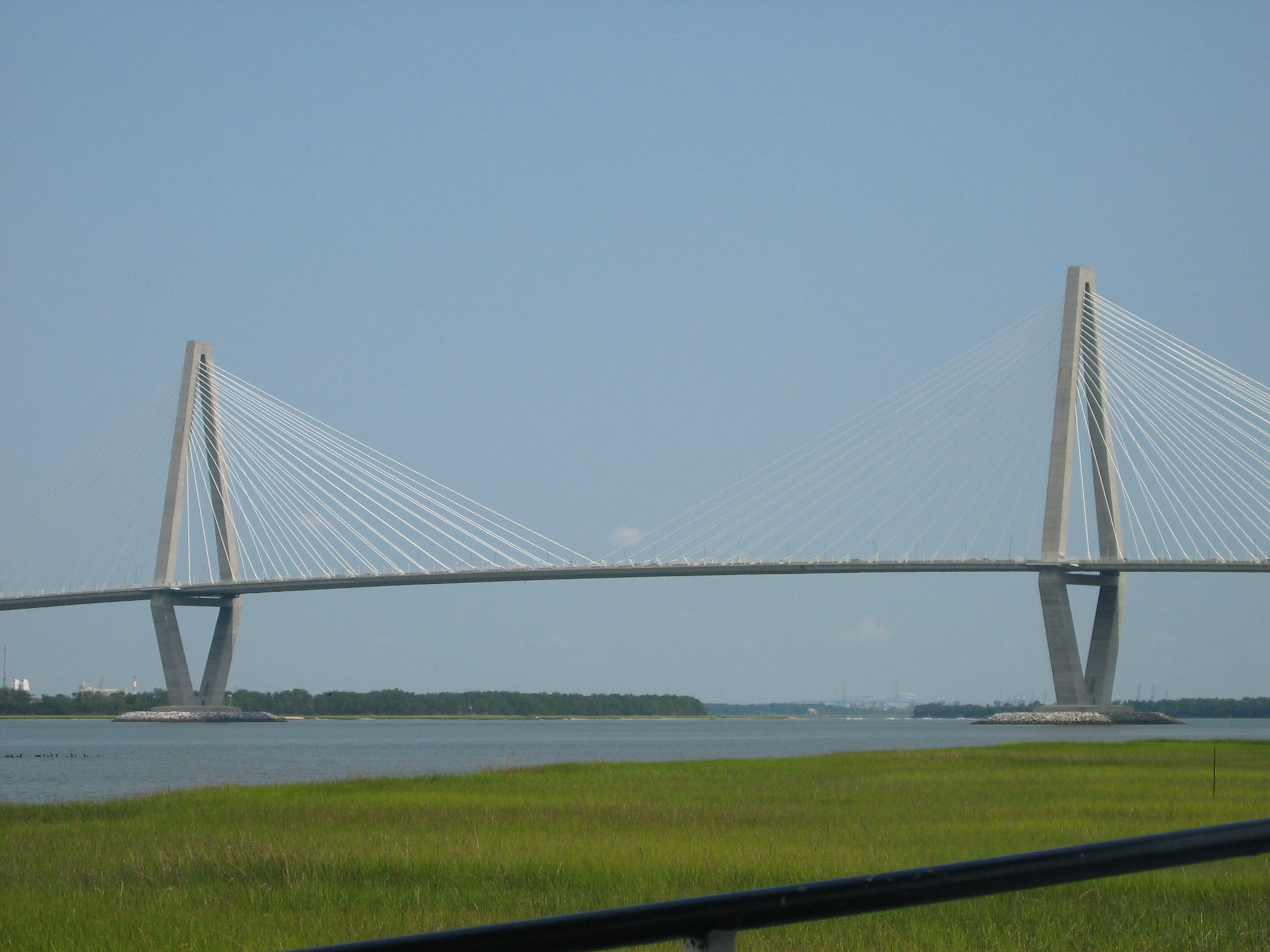
アーサー・ラブネル橋

マウントプレザントはチャールストンとはクーパー川を隔てている。昔はチャールストン半島から川を越えて夏の家を営むことのできる裕福なチャールストン住人によって夏だけ人口が増える土地だった。マウントプレザントの住人は「ジ・オールド・ビレッジ」よ呼ばれる地域を中心に住んでいた。
バークレー郡の郡庁所在地は1882年から1895年までマウントプレザントだったが、その後モンクスコーナーに移った。
1928年、チャールストン半島からマウントプレザントに渡す橋が建設された。タウン・クリークとクーパー川に架かり、無人のドラム島を越える2車線のグレイス記念橋は有料道路として開通した。2つめでさらに大きなサイラス・N・ペアマン橋は1966年に開通した。
2005年7月16日、8車線のアーサー・ラブネル橋が自動車道路として開通し、古い2つの橋に置き換わった。西半球では最長の斜張橋であるこの橋が開通する1週間前、歩行者が橋を渡ることが許され、記念のコインが配られた。また橋の開通前の式典では花火が打ち上げられた。古いグレイス記念橋では、それができた時代のフォード・モデルA数台を含み当時の車が最後の渡りを行った。この橋は翌2006年夏の終わりに橋が爆破される様子を地元住人は数週間の壮観なショーとして見物した。古い橋の残り部分は解体された。
2004年、マウントプレザントはガソリンの前払い条令を成立させたことではアメリカ合衆国でも最も初期の都市になった。

## 地理
マウントプレザントは北緯32度49分23秒 西経79度50分44秒 / 北緯32.82306度 西経79.84556度に位置する。
アメリカ合衆国国勢調査局に拠れば、市域全面積は49.5平方マイル (128.3 km2)、このうち陸地は41.9平方マイル (108.5 km2)、水域は7.7平方マイル (19.8 km2)で水域率は15.44％である。

## 人口動態
以下は2000年の国勢調査による人口統計データである。
| 基礎データ - 人口: 47,609人 - 世帯数: 19,025世帯 - 家族数: 12,860家族 - 人口密度: 438.8人/km2（1,136.5人/mi2） - 住居数: 20,197軒 - 住居密度: 186.2軒/km2（482.1軒/mi2） 人種別人口構成 - 白人: 90.17% - アフリカン・アメリカン: 7.25% - ネイティブ・アメリカン: 0.17% - アジア人: 1.18% - 太平洋諸島系: 0.02% - その他の人種: 0.39% - 混血: 0.82% - ヒスパニック・ラテン系: 1.33% 年齢別人口構成 - 18歳未満: 25.1% - 18-24歳: 6.5% - 25-44歳: 35.2% - 45-64歳: 22.8% - 65歳以上: 10.3% - 年齢の中央値: 36歳 - 性比（女性100人あたり男性の人口） - 総人口: 92.0 - 18歳以上: 88.3 | 世帯と家族（対世帯数） - 18歳未満の子供がいる: 33.9% - 結婚・同居している夫婦: 56.9% - 未婚・離婚・死別女性が世帯主: 8.3% - 非家族世帯: 32.4% - 単身世帯: 24.1% - 65歳以上の老人1人暮らし: 6.0% - 平均構成人数 - 世帯: 2.47人 - 家族: 2.99人 収入と家計 - 収入の中央値 - 世帯: 61,054 米ドル - 家族: 71,165米ドル - 性別 - 男性: 50,673米ドル - 女性: 31,640米ドル - 人口1人あたり収入: 30,823米ドル - 貧困線以下 - 対人口: 5.0% - 対家族数: 3.2% - 18歳以下: 5.3% - 65歳以上: 6.6% |

## 市政府
マウントプレザントは町長・町政委員会方式を採っている。2010年現在の市長はビリー・スウェイルズである。町政委員会は8人の委員で構成されている。

### 公共安全

#### 消防・救急
マウントプレザント消防署は1837年以来消火と救急活動を行っている。当初は志願消防士の機関だったが現在は24時間対応の部署となっている。現在は118人の有給消防士を15人の志願者が補っている。国際的には国際消防認定委員会に認定されている。マウントプレザント消防署は2001年に認定されており、サウスカロライナ州では初の認定機関になった。消防士はシフト制で24時間対応している。事業地域とその周辺には5つの戦略的に配置された駐屯所が機能している。消防署管理部門は町政管理複合施設内に入っている。消防署には何時も33人が詰めている。2007年、署長のハーブ・ウィリアムズと主任のロバート・ロンスキーの監督下に、救急医療計画を始めた。この計画では救急医療隊員として訓練された消防士が救急車に搭載しているのと同じ装置を消防車で携行するものである。現在5台の消防車が救急医療消防車として運行できる。このことにより、チャールストン郡救急サービスが遅れた場合に、マウントプレザント消防署が、救急車の到着するまで救命活動を行うことができるようになることを意味している。マウントプレザント消防署は先進的で先を見詰める部門として地域から尊重されている。

### 警察
2006年のCALEAフラグシップ賞を受賞したマウントプレザント警察署は、警官132人と文民事務官43人で町内全住民に奉仕している。法執行機関認定委員会によって認定され、全国的にも認められた機関であるこの警察署は、警官が市民と共に地域社会の問題点を特定し、その原因を探り、この問題を解決するためにこれら原因に働きかける解決法を見出すという、警察任務の問題指向警察哲学を採用してきた。署長のハリー・スウェルに指導され、市民の出動要請の大半に対する反応時間は全国平均を下回っている。マウントプレザントの町は面積55平方マイル (142 km2) のカバー範囲は7つのパトロール地区に分割されている。各パトロール地区には各シフト毎に特定の警官が割り当てられており、継続的に住民保護と問題解決にあたる責任がある。マウントプレザント警察署は雑誌「グッド・ハウスキーピング」1996年11月号で、国内郊外警察署トップ8の1つに選ばれた。

## 教育
マウントプレザントの公共教育はチャールストン郡教育学区が管轄している。ここには小学校7校、中学校3校、高校1校が属する。他に私立学校1校、宗教系学校3校がある。

## 大衆文化の中で
- 映画Bin Yah: There's No Place Like Home (2008)（ジャスティン・ナサンソン監督、ChasDOC政策）はマウントプレザントが舞台になっている。

## 著名な住人
- ベン・ブライドウェル、Band of Horsesのリードボーカル
- ロン・モトリー、法廷弁護士
- メラニー・ソーントン、アメリカとドイツで活躍するR&B、ポップ、ダンス歌手
- ビル・マーレイ、俳優、コメディアン